# 勞倫斯縣 (肯塔基州)
勞倫斯縣（英語：Lawrence County）是美國肯塔基州東北部的一個縣，東鄰西維吉尼亞州。面積1,085平方公里。根据美國2000年人口普查，共有人口15,569人。縣治路易莎 (Louisa)。
成立於1821年12月14日，縣政府成立於1822年2月11日。縣名紀念1812年戰爭中戰死的海軍軍官詹姆斯·羅倫斯。本縣為一禁酒的縣。